# Alargamiento del vórtice

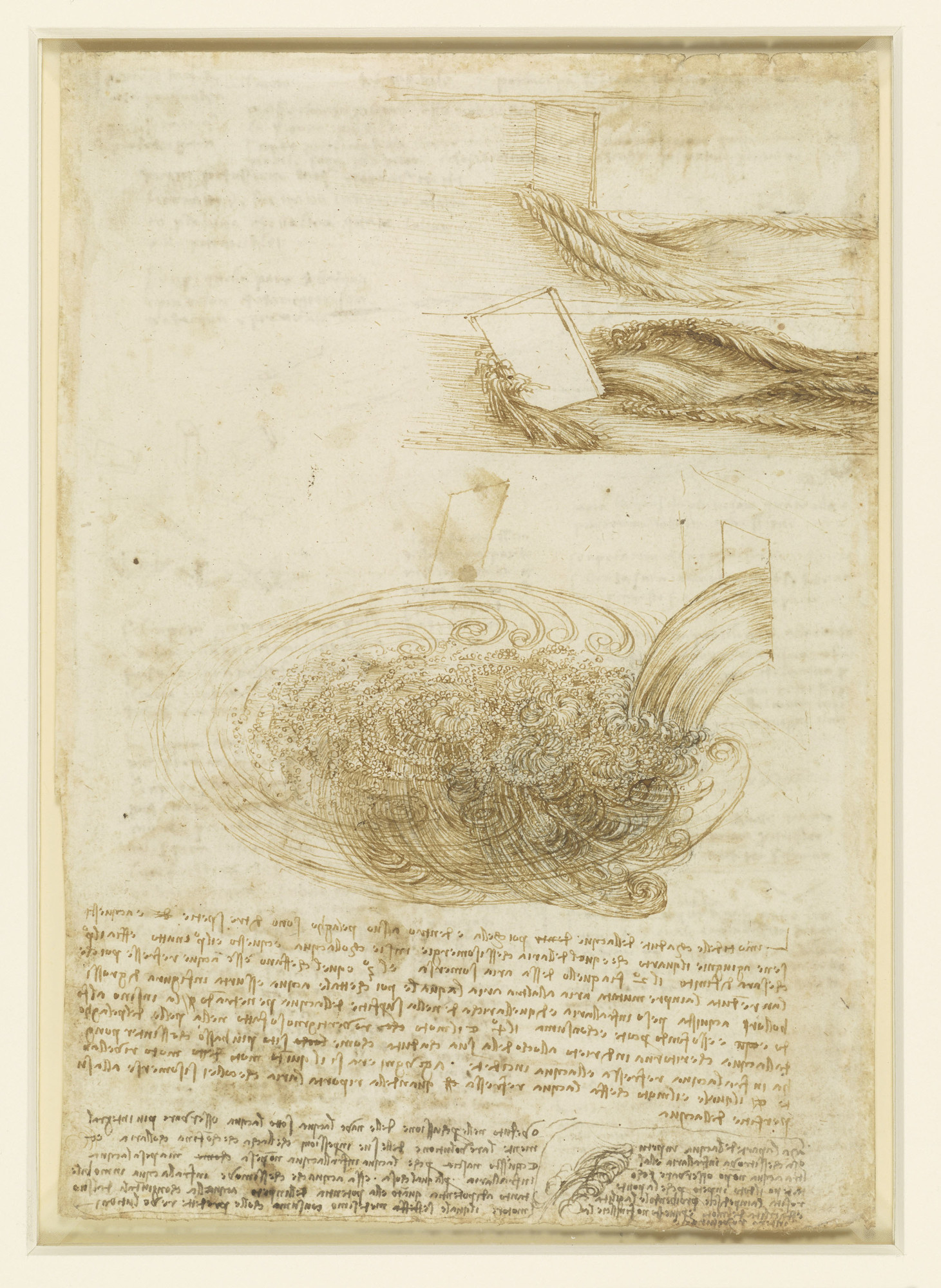
Estudios de vórtices en el movimiento de fluidos turbulentos por Leonardo da Vinci.

En dinámica de fluidos, el alargamiento de vórtices es el alargamiento de los vórtices en un flujo de fluidos tridimensional, asociado al correspondiente aumento de la componente de vorticidad en la dirección de alargamiento, debido a la conservación del momento angular.
El alargamiento del vórtice está asociado a un término particular de la ecuación de la vorticidad. Por ejemplo, el transporte de vorticidad en un flujo invisible incompresible se rige por:
{\displaystyle {D{\vec {\omega }} \over Dt}=\left({\vec {\omega }}\cdot {\vec {\nabla }}\right){\vec {v}},}
donde D/Dt es la derivada material. El término fuente del lado derecho es el término de estiramiento del vórtice. Amplifica la vorticidad {\displaystyle {\vec {\omega }}} cuando la velocidad es divergente en la dirección paralela a {\displaystyle {\vec {\omega }}}.
Un ejemplo sencillo de estiramiento de vórtice en un flujo viscoso lo proporciona el vórtice de Burgers.
El estiramiento de los vórtices es el núcleo de la descripción de la cascada de energía de la turbulencia desde las escalas grandes a las escalas pequeñas de turbulencia. En general, en la turbulencia elementos de fluido están más alargados que apretados, por término medio. Al final, esto se traduce en más alargamiento de vórtices que aplastamiento de vórtices. Para el flujo incompresible -debido a la conservación del volumen de los elementos de fluido- el alargamiento implica el adelgazamiento de los elementos de fluido en las direcciones perpendiculares a la dirección de estiramiento. Esto reduce la escala de longitud radial de la vorticidad asociada. Por último, en las pequeñas escalas del orden de las microescalas de Kolmogorov, la energía cinética de la turbulencia se disipa en calor por la acción de la viscosidad molecular.